# União (kommun)
União är en kommun i Brasilien.   Den ligger i delstaten Piauí, i den östra delen av landet, 1 400 km norr om huvudstaden Brasília. Antalet invånare är 42 657. Arean är 1 173 kvadratkilometer.
Terrängen i União är huvudsakligen platt.
Följande samhällen finns i União:
- União

Omgivningarna runt União är huvudsakligen savann. Runt União är det ganska glesbefolkat, med 34 invånare per kvadratkilometer.